# Famille d'Assas
Pour les articles homonymes, voir Assas.
 (mars 2009).
Si vous disposez d'ouvrages ou d'articles de référence ou si vous connaissez des sites web de qualité traitant du thème abordé ici, merci de compléter l'article en donnant les références utiles à sa vérifiabilité et en les liant à la section « Notes et références ».
La famille d'Assas doit son origine à la terre du même nom (Assas) près de Montpellier. Connue depuis le début du XIIe siècle (Rostang d'Assas, co-seigneur d'Assas de 1103 à 1135), elle a fait souche dans les Cévennes, principalement au Vigan. Certains de ses membres les plus remarquables se sont illustrés sur les champs de bataille, comme le chevalier Louis d'Assas du Mercou, d'autres ont sillonné les mers, tel le contre-amiral Jean François d'Assas (1760 - 1850).

## Repères chronologiques
- En 1486, Rostang d'Assas vend la moitié de la seigneurie qu'il détient à un marchand de Montpellier.
- En 1629, la place forte de Lavit, où Fulcrand d'Assas, converti au protestantisme, s'est réfugié, est assiégée par le prévôt général du Languedoc, Honoré de Gondin; lorsque celui-ci pénètre dans la forteresse, les assiégés se sont enfuis par les souterrains.
- En 1668, François d'Assas est assassiné.
- Au début du XVIIIe siècle, un représentant de la branche de Champfort fait construire le château de Saint-André-de-Majencoules.
- En 1760, le chevalier Louis d'Assas du Mercou meurt en héros à la bataille de Kloster Kampen.
- En 1777, le roi Louis XVI accorde aux aînés de la famille une pension perpétuelle de 1 000 francs en reconnaissance du dévouement de Louis d'Assas du Mercou; cette pension sera confirmée en 1790.
- Entre 1815 et 1817, François Clément d'Assas, de la branche de Montdardier, est maire du Vigan.
- En 1830, Le Vigan élève une statue au chevalier Louis d'Assas du Mercou.
- En 1831, Louis d'Assas, de la branche de Montdardier, publie un mémoire d’astronomie; il fut également homme de lettres.
- À la fin du XIXe siècle, le marquis d'Assas fait construire le château d'Ortie, en Sologne.

## Généalogie

### Branche principale

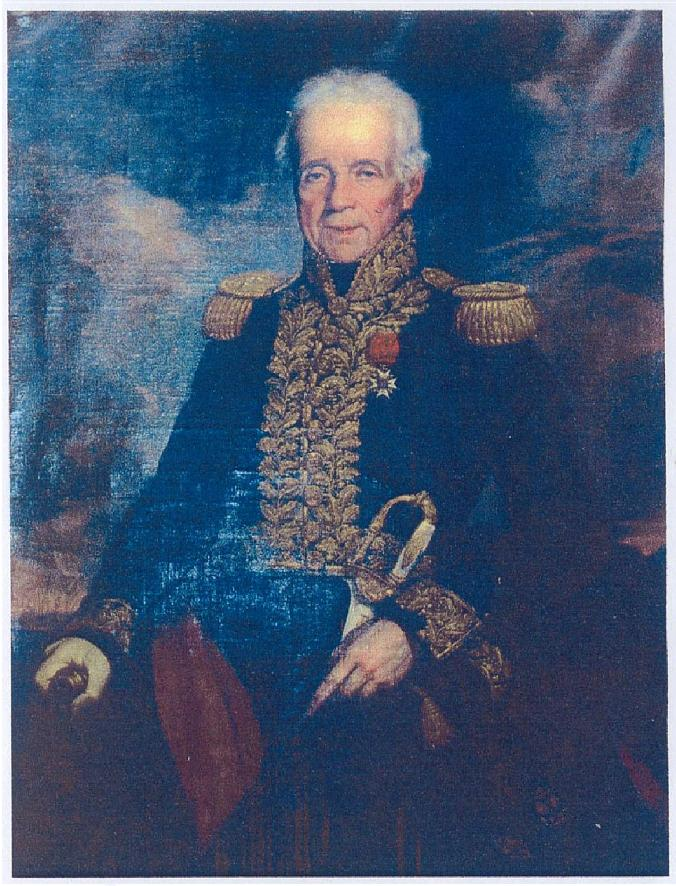
Le contre-amiral Jean François d'Assas

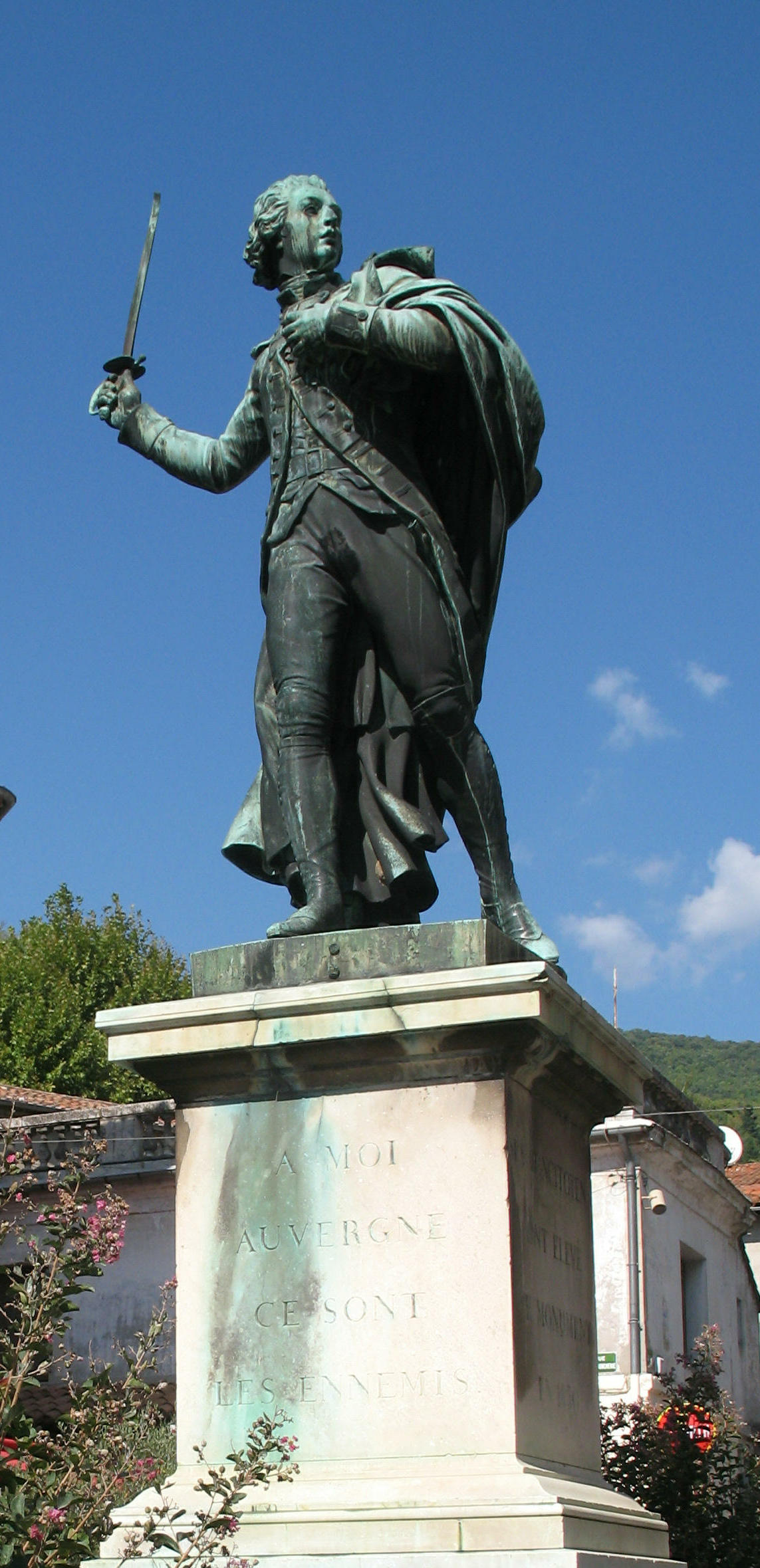
Le chevalier d'Assas

```
Rostang

X Marie de Mongros
│
├1> 
Hugues

│
├2> 
Valentin

│   X Isabeau du Caylon
│   │
│   ├1> 
Louis
, seigneur de Peyregrosse
│   │   X (
4 avril 1442)
 Marguerite des Baux, dame de Peyregrosse
│   │   │
│   │   ├1> 
Guillaume

│   │   │
│   │   ├2> 
Valentin

│   │   │
│   │   ├3> 
Pierre
  
│   │   │
│   │   ├4> 
Jean
, seigneur de Peyregrosse
│   │   │   X (
1491
) Catherine Jehanne des Oliviers
│   │   │   │
│   │   │   ├1> 
Mathieu

│   │   │   │
│   │   │   ├2> 
Jean
, seigneur de Peyregrosse, coseigneur de Majencoules
│   │   │   │    X (
1539
) Bourguine de Caladon
│   │   │   │    │
│   │   │   │    ├1> 
Balthazar
 ( - 
1579
)
│   │   │   │    │   │  
│   │   │   │    │   ├1> 
Balthazar

│   │   │   │    │   │
│   │   │   │    │   ├2> 
Claude

│   │   │   │    │   │ 
│   │   │   │    │   └3> 
Isabeau

│   │   │   │    │       X Balthazar de Peyran 
│   │   │   │    │
│   │   │   │    ├2> 
Fulcrand
 ( - 
1606
), seigneur de Lavit, d'Aziron et de Navacelles
│   │   │   │    │   X (1) Hélix de Bonnal
│   │   │   │    │   X (2) Antoinette Nissolle
│   │   │   │    │   │
│   │   │   │    │   ├1> (1) 
Fulcrand
 (
1576
 - 
1638
), seigneur de Lavit, de Gaujac et de Navacelles
│   │   │   │    │   │   X Claude de Gabriac
│   │   │   │    │   │   │
│   │   │   │    │   │   ├1> 
François
, seigneur de Lavit, de Gaujac et de La Jurade 
│   │   │   │    │   │   │   X (
1658
) Anne de Maistre de Bréau
│   │   │   │    │   │   │     │
│   │   │   │    │   │   │     ├1> 
Jean François
 ( - 
1675
) 
│   │   │   │    │   │   │     │
│   │   │   │    │   │   │     ├2> 
Louise

│   │   │   │    │   │   │     │   X Jean de Béranger de Caladon
│   │   │   │    │   │   │     │
│   │   │   │    │   │   │     ├3> 
Diane

│   │   │   │    │   │   │     │   X (
1663
) Henri Cabanis
│   │   │   │    │   │   │     │
│   │   │   │    │   │   │     ├4> 
Jeanne

│   │   │   │    │   │   │     │
│   │   │   │    │   │   │     ├5> 
Marie

│   │   │   │    │   │   │     │
│   │   │   │    │   │   │     ├6> 
Diane

│   │   │   │    │   │   │     │
│   │   │   │    │   │   │     └7> 
François
 (
1663
 - 
1737
), seigneur de Lavit, de Gaujac, de Serres et de Labastide 
│   │   │   │    │   │   │         X (
1691
) Madeleine de Fouquet
│   │   │   │    │   │   │         │
│   │   │   │    │   │   │         ├1> 
François
 (
1694
 - ), seigneur de Lavit, de Gaujac et de Roquedur
│   │   │   │    │   │   │         │   X (
1720
) Anne Finiels
│   │   │   │    │   │   │         │   │
│   │   │   │    │   │   │         │   ├1> 
François
 (
1722
 - 
1799
), seigneur de Lavit, de Gaujac et de Trestalières 
│   │   │   │    │   │   │         │   │   X (
1749
) 
Marianne de Ginestous

│   │   │   │    │   │   │         │   │   │
│   │   │   │    │   │   │         │   │   ├1> 
Jean Charles Marie
 (
1756
 - 
1850
), seigneur du Mercou, de Roquedur, des Trestolières, de Lavit et de Gaujac, marquis d'Assas
│   │   │   │    │   │   │         │   │   │   X Élisabeth d'Esnault
│   │   │   │    │   │   │         │   │   │
│   │   │   │    │   │   │         │   │   ├2> 
Jean François
 (
1760
 - 
1850
), vicomte d'Assas
│   │   │   │    │   │   │         │   │   │   X (
1806
) 
Anne Françoise de Faventines Montredon

│   │   │   │    │   │   │         │   │   │   │
│   │   │   │    │   │   │         │   │   │   ├1> 
Louise

│   │   │   │    │   │   │         │   │   │   │   X (
1843
) Fulcrand de Pistoris, 
dont postérité
      
│   │   │   │    │   │   │         │   │   │   │
│   │   │   │    │   │   │         │   │   │   ├2> 
Jeanne Eudoxie
 (
1807
 - 
1886
)
│   │   │   │    │   │   │         │   │   │   │   X (
1829
) Jules de Massip de Bouillargues
│   │   │   │    │   │   │         │   │   │   │
│   │   │   │    │   │   │         │   │   │   └3> 
Fulcrand
 (
1819
 - 
1887
), marquis d'Assas
│   │   │   │    │   │   │         │   │   │       X (
1844
) Marie Despous
│   │   │   │    │   │   │         │   │   │       │
│   │   │   │    │   │   │         │   │   │       ├1> 
Marguerite
 (
1846
 - 
1924
)
│   │   │   │    │   │   │         │   │   │       │
│   │   │   │    │   │   │         │   │   │       ├2> 
Louis Marie
 (
1850
 - 
1916
), marquis d'Assas
│   │   │   │    │   │   │         │   │   │       │
│   │   │   │    │   │   │         │   │   │       └3> 
Madeleine
 (
1855
 - 
1905
)
│   │   │   │    │   │   │         │   │   │           X François Desfriches, comte Doria, 
dont postérité

│   │   │   │    │   │   │         │   │   │
│   │   │   │    │   │   │         │   │   ├3> 
Henriette Claude

│   │   │   │    │   │   │         │   │   │
│   │   │   │    │   │   │         │   │   ├4> 
Jeanne Madeleine Charlotte
 (
1761
 - )
│   │   │   │    │   │   │         │   │   │
│   │   │   │    │   │   │         │   │   ├5> 
Jean Louis

│   │   │   │    │   │   │         │   │   │
│   │   │   │    │   │   │         │   │   └6> 
Jacques François
 ( - 
1790
)
│   │   │   │    │   │   │         │   │   
│   │   │   │    │   │   │         │   ├2> 
Michel
 (
1732
 - 
1760
)
│   │   │   │    │   │   │         │   │
│   │   │   │    │   │   │         │   └3> 
Nicolas Louis
 (
1733
 - 
1760
), chevalier
│   │   │   │    │   │   │         │
│   │   │   │    │   │   │         ├2> 
Claude
 (
1695
 - 
1754
)
│   │   │   │    │   │   │         │
│   │   │   │    │   │   │         └3> 
Jacques
 (
1697
 - 
1744
)
│   │   │   │    │   │   │ 
│   │   │   │    │   │   ├2> 
Suzanne

│   │   │   │    │   │   │ 
│   │   │   │    │   │   ├3> 
Léonore

│   │   │   │    │   │   │ 
│   │   │   │    │   │   └4> 
Diane

│   │   │   │    │   │   
│   │   │   │    │   ├2> (1) 
Antoine

│   │   │   │    │   │
│   │   │   │    │   ├3> (2) 
Hugues

│   │   │   │    │   │
│   │   │   │    │   └4> (2) 
Suzanne

│   │   │   │    │       X  (
1591
) Antoine Guibal de Combescure, 
dont postérité

│   │   │   │    │      
│   │   │   │    ├3> 
Guillaume

│   │   │   │    │
│   │   │   │    ├4> 
Antoine
, seigneur de Champfort → 
Branche de Champfort
, 
ci-dessous

│   │   │   │    │   
│   │   │   │    ├5> 
Salvan

│   │   │   │    │
│   │   │   │    ├6> 
Jean

│   │   │   │    │
│   │   │   │    └7> (
Espérance
```

| 11 septembre 1567 : | Contrat de mariage (avec Guillaume de TREMOLET) contrat de mariage entre Guillaume de Tremolet, seigneur de La Valette et Espérance d'Assas du Caylon, dame de Fons et de Sérignac fille d'Antoine d'Assas et de Marguerite d'Auriac et veuve de Fulcrand de Mandagout, Raimond Paul, notaire de Fons ll septembre 1567. Sources: http://www.geneanet.org/archives/livres/540179/32 |

```
│   │   │   │        X François de Mandagout
│   │   │   │        X Guillaume de Gabriac
│   │   │   │        X (
1578
) Théodore de Cambis
│   │   │   │
│   │   │   ├3> 
Isabelle

│   │   │   │
│   │   │   ├4> 
Catherine

│   │   │   │
│   │   │   └5> 
Louis

│   │   │
│   │   ├5> 
Delphine

│   │   │
│   │   └6> 
Jeanne

│   │ 
│   ├2> 
Pierre
 ( - 
1465
), seigneur de Marcassargues → 
Branche de Mascassargues
, 
ci-dessous

│   │ 
│   ├3> 
Valentin

│   │   X Léone Hivernal
│   │ 
│   ├4> 
Jean

│   │ 
│   ├5> 
Cécile

│   │ 
│   ├6> 
Marquèze

│   │ 
│   └7> 
Ysende

│
└3> 
Jean
```

### Branche de Champfort
```
Antoine
, seigneur de Champfort
X (
1578
) Hélix de Béranger de Caladon
│
├1> 
Claude
, seigneur de la Borne
│   X (
1604
) Claude de la Bastide
│   │
│   ├1> 
Antoine
, seigneur de Champfort
│   │   X (
1631
) Suzanne de la Farelle
│   │   │
│   │   └─> 
Claude
, seigneur de Champfort
│   │       X (
1663
) N.
│   │       │
│   │       └─> 
François

│   │           X Antoinette Fabre    
│   │           │
│   │           └─> 
François

│   │               X Marguerite de Brun
│   │               │
│   │               ├1> 
Gabrielle
 (
1726
 - )
│   │               │   X (
1761
) 
Antoine François de Guichard, comte de La Linière
, 
dont postérité

│   │               │
│   │               ├2> 
Madeleine
 (
1733
 - )
│   │               │  
│   │               └3> 
Marianne
 (
1736
 - )
│   │    
│   ├2> 
François

│   │ 
│   └3> 
Pierre
, coseigneur de Peyregrosse
│        X (
1644
) Suzanne du Mazel
│        │
│        ├1> 
Claude

│        │   X Nicolasse de Rousset
│        │
│        ├2> 
Annibal

│        │  
│        └3> 
François
 ( - 
1693
), seigneur de Ferrières → 
Branche de 
Montdardier
, 
ci-dessous

│
├2> 
Antoine

│
├3> 
Françoise

│
├4> 
Pierre

│
└5> 
François
```

### Branche deMontdardier
```
François
 ( - 
1693
), seigneur de Ferrières
X (
1684
) 
Anne de Ginestous

│
├1> 
Claude
 ( - 
1748
)
│   X Jeanne d'Audé 
│
├2> 
Pierre

│
└3> 
François-Marie
 ( - 
1720
), seigneur de 
Montdardier
 et de Cabanis 
    X (1) (
1713
) Anne Gentille de Bilanges de Ressenson
    X (2) 
Anne Faventines

    │
    ├1> (1) 
François Claude
 (
1714
 - )
    │   X Jeanne d'Audé 
    │
    ├2> (1) 
Anne
 (
1715
 - 
1729
)
    │
    └3> (2) 
Claude François
 ( - 
1788
), seigneur de 
Montdardier
 
        X (
1732
) Anne Saubert de Larcy
        │
        ├1> 
Jacques François
 (
1733
 - 
1807
), comte d'Assas de Ginestous de 
Montdardier
, seigneur de 
Montdardier
 
        │   X (
1768
) 
Elisabeth Faventines

        │   │
        │   ├1> 
François-Clément
 (
1769
 - 
1829
), comte d'Assas de Ginestous de 
Montdardier

        │   │   X (1) (
1787
) Delphine Aguze de Lavalette
        │   │   X (2) (
1816
) Adélaïde de Saubert-Larcy
        │   │   │
        │   │   └─> (2) 
Louis
 (
1819
 - 
1859
), comte d'Assas de Ginestous de 
Montdardier

        │   │
        │   ├2> 
Anne Pierre
 (
1771
 - ) 
        │   │
        │   ├2> 
Marie louise

        │   │
        │   ├2> 
Élisabeth

        │   │
        │   └2> 
Anne Philippe Louise
 (
1773
 - 
1792
)
        │       X Henri d'Alzon
        │
        ├2> 
Anne
 (
1734
 - 
1735
)
        │
        ├3> 
Louise
 (
1735
 - 
1738
)
        │
        ├4> 
Jean Claude
 (
1736
 - )
        │
        ├5> 
Anne
 (
1739
 - 
1754
)
        │
        ├6> 
Louis Claude
 (
1741
 - 
1784
)
        │
        ├7> 
David
 (
1743
 - 
1796
)
        │
        └8> 
Jacques Fortuné
 (
1748
 - 
1786
), vicaire général d'
Alès
```

### Branche de Marcassargues
```
Pierre
 ( - 
1465
), seigneur de Marcassargues
X Marie de Rochefort
│
└─> 
Guillaume
 ( - 
1541
)
    X 
Aygline de Ginestous

    │
    ├1> 
Jean
 ( - 
1558
), seigneur de Marcassargues
    │   X (
1489
) Anthonie de La Roque
    │   │
    │   ├1> 
Raymond
, chanoine et aumônier d'
Aigues-Mortes
 
    │   │
    │   ├2> 
Pierre

    │   │
    │   ├3> 
Jean
, seigneur de Marcassargues
    │   │   X (1) Stéphanie de Montgros
    │   │   X (2) Françoise de Voisins
    │   │   │
    │   │   ├1> (1) 
Antoinette

    │   │   │
    │   │   ├2> (1) 
Jeanne

    │   │   │
    │   │   ├3> (1) 
Marguerite

    │   │   │
    │   │   ├4> (2) 
Raymond
 ( - 
1597
)
    │   │   │   X (
1575
) Marguerite de Belcastel
    │   │   │   │
    │   │   │   ├1> 
Jean

    │   │   │   │ 
    │   │   │   ├2> 
Jacques

    │   │   │   │   X (
1614
) Esther Saunier
    │   │   │   │   │
    │   │   │   │   ├1> 
Jacques
, seigneur de Saint-Jean de Gardonnenque
    │   │   │   │   │   │
    │   │   │   │   │   └─> 
Jean

    │   │   │   │   │
    │   │   │   │   ├2> 
Jean
, seigneur de Marcassargues, de Télisses et de Massiès, coseigneur de 
Saint-Jean-du-Gard

    │   │   │   │   │
    │   │   │   │   ├3> 
François
, seigneur de Marcassargues et de Saint-Jean de Gardonnenque
    │   │   │   │   │
    │   │   │   │   └4> 
Marguerite

    │   │   │   │
    │   │   │   ├3> 
Pierre

    │   │   │   │   X (
1618
) Jacquette de La Bastide
    │   │   │   │   │
    │   │   │   │   ├1> 
Marthe
 (
1623
 - ) 
    │   │   │   │   │
    │   │   │   │   ├2> 
Jacques
 (
1625
 - ), seigneur de La Bastide
    │   │   │   │   │   X (
1665
) Isabeau Guiraud
    │   │   │   │   │   │
    │   │   │   │   │   └─> 
Jean
, seigneur de 
Saint-Martin-de-Corconnac
 
    │   │   │   │   │
    │   │   │   │   ├3> 
Pierre
 (
1629
 - )
    │   │   │   │   │
    │   │   │   │   ├4> 
Jean
 ( - 
1632
)
    │   │   │   │   │
    │   │   │   │   ├5> 
Jacquette
 ( - 
1633
)
    │   │   │   │   │
    │   │   │   │   ├6> 
Suzanne

    │   │   │   │   │
    │   │   │   │   ├7> 
Marguerite

    │   │   │   │   │
    │   │   │   │   ├8> 
Charlotte
 (
1632
 - )
    │   │   │   │   │
    │   │   │   │   └9> 
Jeanne
 (
1634
 - )
    │   │   │   │
    │   │   │   └4> 
Jeanne
 ( - 
1635
)
    │   │   │       X Jacques Valette
    │   │   │       
    │   │   ├5> (2) 
Jean

    │   │   │
    │   │   ├6> (2) 
Catherine

    │   │   │
    │   │   ├7> (2) 
Françoise

    │   │   │
    │   │   ├8> (2) 
Gabrielle

    │   │   │
    │   │   ├9> (2) 
Anne

    │   │   │
    │   │   ├10>(2) 
Isabeau

    │   │   │   X (
1574
) Christophe de Plantavit de la Pause
    │   │   │
    │   │   └11>(2) 
Hélips

    │   │       X (
1560
) 
Thomas d'Assas

    │   │
    │   ├4> 
Catherine

    │   │       X (
1506
) Martial Focard, Seigneur de Mus
    │   │
    │   ├5> 
Aygline

    │   │
    │   ├6> 
Anthonie

    │   │
    │   └7> 
Marguerite

    │
    ├2> 
Anthonie

    │   X Bernard de Mazelet
    │
    ├3> 
Gabrielle

    │   X Bernard de Folhaquier 
    │
    ├4> 
Anthonie

    │   X  Frédol de Folhaquier
    │
    └5> 
Marguerite

        X  Léonard de Cabrière, 
dont postérité
```

## Armes et devise
- Armes : La famille d'Assas porte « d’or au chevron d’azur accompagné en chef de deux pins de sinople et en pointe d’un croissant de gueules, au chef du second chargé de trois étoiles du premier »[2].
- Devise : « À moi, Auvergne ! »[3]

## Pour approfondir